# Sascha Lobo

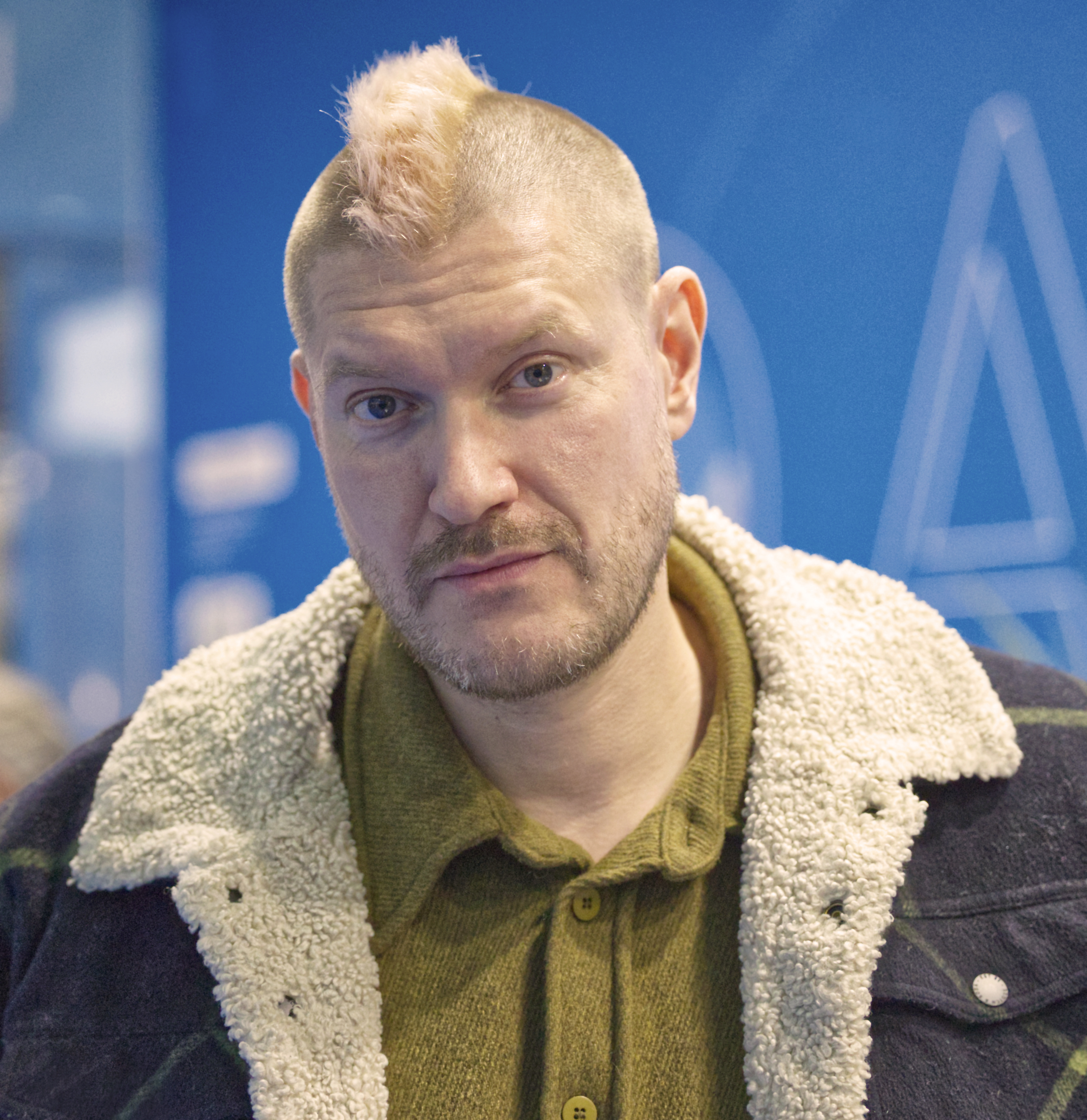
Sascha Lobo auf der Frankfurter Buchmesse 2023

Sascha Lobo (* 11. Mai 1975 in West-Berlin) ist ein deutscher Publizist, Autor, Journalist, Blogger, Hörbuchsprecher, Podcaster und Internetunternehmer.

## Privates
Sascha Lobo ist der Sohn eines Argentiniers und einer deutschen Archäologin und Kunsthistorikerin. Er wuchs in Berlin-Wilmersdorf auf und erlangte 1994 das Abitur am dortigen Friedrich-Ebert-Gymnasium. Ab 1995 studierte er zunächst Publizistik an der Freien Universität Berlin und anschließend Biotechnologie an der Technischen Universität Berlin. Ein 1998 begonnenes Studium der Gesellschafts- und Wirtschaftskommunikation an der Universität der Künste Berlin schloss er 2013 mit dem Diplom ab. Lobo hat nach eigenen Angaben eine AD(H)S-Diagnose.
Bis 2020 war er mit der Bloggerin Meike Stoverock verheiratet, die während der Ehe seinen Nachnamen trug. Seit 2021 ist er mit der Podcasterin Jule Lobo verheiratet, die bis zur Hochzeit Juliane Wieler hieß, und mit der er drei Kinder hat. Sie wohnen im Berliner Ortsteil Prenzlauer Berg.

## Werdegang
Mitte 2000 gründete Lobo eine auf New Economy spezialisierte Werbeagentur, die Ende 2001 Insolvenz anmelden musste. In der Folgezeit war er bei einer Berliner Werbeagentur als Kreativdirektor im Bereich Internet angestellt, entwickelte freiberuflich Werbekampagnen und schrieb als freier Mitarbeiter für die Zeitschrift Blond. Als Werbetexter arbeitete er über die Jahre nach Darstellung seines Verlags „für ein Drittel der DAX-Unternehmen“.
Im Jahr 2005 begründete Lobo das unter anderem mit dem Grimme Online Award ausgezeichnete Blog Riesenmaschine mit und war als leitender Redakteur bei dem „virtuosen Kuriositätenreservoir rund um neue Erfindungen“ tätig. Gemeinsam mit Holm Friebe veröffentlichte Lobo 2006 das Buch Wir nennen es Arbeit – die digitale Bohème oder: intelligentes Leben jenseits der Festanstellung. Begleitet wurde die Veröffentlichung in dem von Lobo geschriebenen Blog wirnennenesarbeit.de. In der Zentralen Intelligenz Agentur ist Lobo als Inoffizieller Mitarbeiter, eine Parodie auf IM, tätig.
2007 gründete Lobo zusammen mit Johnny Haeusler den zunächst als Adical firmierenden Blogvermarkter Adnation, dessen Werbekundenakquise er in den ersten beiden Jahren verantwortete. 2011 wurde das Unternehmen von Mokono übernommen. Er war Kolumnist der Zeitschrift Tomorrow und schrieb für das 01blog der Cebit. Lobo veröffentlichte zusammen mit Kathrin Passig 2008 das Buch Dinge geregelt kriegen – ohne einen Funken Selbstdisziplin. Unter prokrastination.com wurde auch hierzu gebloggt. Anfang 2009 startete Lobo sein privates Blog saschalobo.com.
Im Jahre 2009 war er Protagonist des Dokumentarfilms Der Loboist auf Arte.
Von Februar 2009 bis August 2010 war Sascha Lobo gemeinsam mit Mario Sixtus in der Glosse Sixtus vs. Lobo in der Computersendung neues auf 3sat zu sehen.
Ab Juli 2009 machte Sascha Lobo Werbung für den Telekommunikationsanbieter Vodafone. Die Kampagne wurde in der Blogosphäre äußerst negativ aufgenommen: Lobo und der ebenfalls als Bloggerin tätigen Autorin Ute Hamelmann wurde die Beteiligung an der Vereinnahmung des Web 2.0 durch den Konzern vorgeworfen und beide dafür scharf kritisiert.
Am 18. Mai 2010 war Lobo „Chefredakteur für einen Tag“ der Koblenzer Rhein-Zeitung. Im Sommer 2010 meldete sich Lobo als Experte zur in Deutschland anstehenden Aktivierung von Google Street View zu Wort: Er verfasste einen – nach eigenen Worten juristisch nicht gefestigten – Widerspruch zum Widerspruch, mit dem Hauseigentümer oder -bewohner dafür sorgen könnten, dass die von Lobo als öffentliche Sache betrachtete Fassade eines Bauwerks im Google-Dienst erscheinen würde, selbst wenn Dritte dies nicht wünschen.
2010 erschien sein Roman Strohfeuer über die New Economy. Das Buch wurde von Florian Illies und Wolfgang Herrndorf als unterhaltsam bezeichnet, von Uwe Ebbinghaus in der FAZ jedoch als wenig überraschend wahrgenommen.
Seit Januar 2011 schreibt er für Spiegel Online die Kolumne S.P.O.N. – Die Mensch-Maschine. Im Februar 2011 setzte er sich dort etwa für „eine vernünftige Beleidigungskultur“ im Medium Internet ein und forderte eine „Entkriminalisierung der Herabwürdigung im Netz“ vor allem derjenigen Unternehmen, die mit dem „Kampfruf Schmähkritik“ versuchen würden, „Kritiker mundtot zu machen“. Ebenfalls 2011 wurde er in der Kategorie Visionen in der Kommunikation mit dem Signs Award ausgezeichnet. Seit 2012 ist er Mitglied der Jury des Deutschen Reporterpreises.
Zusammen mit Christoph Kappes gründete er 2014 die E-Book-Plattform Sobooks, die 2018 wegen „unternehmerischer Fehlentscheidungen“ wieder eingestellt wurde. 2014 prägte Lobo im Zusammenhang mit den Pegida-Demonstranten den Begriff des „Latenznazis“.
Für ZDFneo drehte er 2017 die Dokumentationen Manipuliert und 2019 Radikalisiert.
2019 veröffentlichte er das Buch Realitätsschock: Zehn Lehren aus der Gegenwart, das analysiert „warum die Welt aus den Fugen geraten ist und was wir aus den dramatischen Veränderungen lernen können.“ Er umrahmt es mit weiteren medialen Auftritten: Auf der re:publica 2019 hielt er einen Vortrag mit Bezug zum Buch und er richtete eine Internetseite ein, mit Blog und Podcast. Im Podcast sprach er mit Luisa Neubauer, Aminata Touré und Jan Böhmermann.
Den größten Teil seines Einkommens bezieht Lobo nach eigenen Angaben aus Vorträgen über die Digitalisierung, unter anderem für Unternehmen aus der Pharmaindustrie.
Seit Februar 2022 moderiert er gemeinsam mit seiner Frau Jule den Podcast „Feel the News – Was Deutschland bewegt“.
Im Oktober 2022 erhielt er vom Magazin Emma den Negativpreis Sexist Man Alive 2022 als frauenfeindlichster Mann des Jahres. Er erhielt den Preis, weil er in der NDR-Sendung deep und deutlich die Ausbeutung von Frauen durch Prostitution verharmlost habe.
Seit Herbst 2023 ist Sascha Lobo Beiratsmitglied für digitale Themen und Technologien der IU Internationale Hochschule.

## Politik
Lobo war von 2007 bis 2009 Mitglied des Online-Beirats der SPD und von 2008 bis 2010 Mitglied der Initiative D21. Er gehört zu den Initiatoren der Charta der Digitalen Grundrechte der Europäischen Union, die Ende November 2016 veröffentlicht wurde.
Seit 2017 ist er Mitglied des Digitalrats der niedersächsischen Landesregierung.

## Rezeption

### Auftreten
Lobo wurde von verschiedenen Medien als „Klassensprecher für das Web 2.0“ bezeichnet. Neben Mercedes Bunz, Stefan Niggemeier, Kathrin Passig und Mario Sixtus zählte Lobo bis zur breiteren Etablierung der Piratenpartei lange Zeit als einer der wenigen sogenannten „Internetexperten“ und füllte in der Darstellung von Christian Stöcker im Jahr 2011 damit eine Lücke. Die Digital Natives, die „vermeintlich Verblödeten, Verrohten, Dummgesurften“, seien mehrheitlich noch nicht in einem Alter, in dem sie gesellschaftliche Führungspositionen besetzen könnten. Daher werde gern und viel über ihre Köpfe hinweg geredet. Andrea Hanna Hünniger kommentierte Lobos Medienpräsenz: „Lobo bloggt, redet, erklärt, twittert und kolumnet auf praktisch jeder Internetseite“. Seine vermeintliche Omnipräsenz führe dazu, dass Lobo auch „leidenschaftlich gehasst“ werde. So werde Lobo nicht selten auch mehr als „Klassenclown“ denn als „Klassensprecher“ dargestellt. Vom Berliner Stadtmagazin Tip wurde Lobo 2010 auf den 7. Platz der „100 peinlichsten Berliner“ gewählt.

### Irokesenschnitt

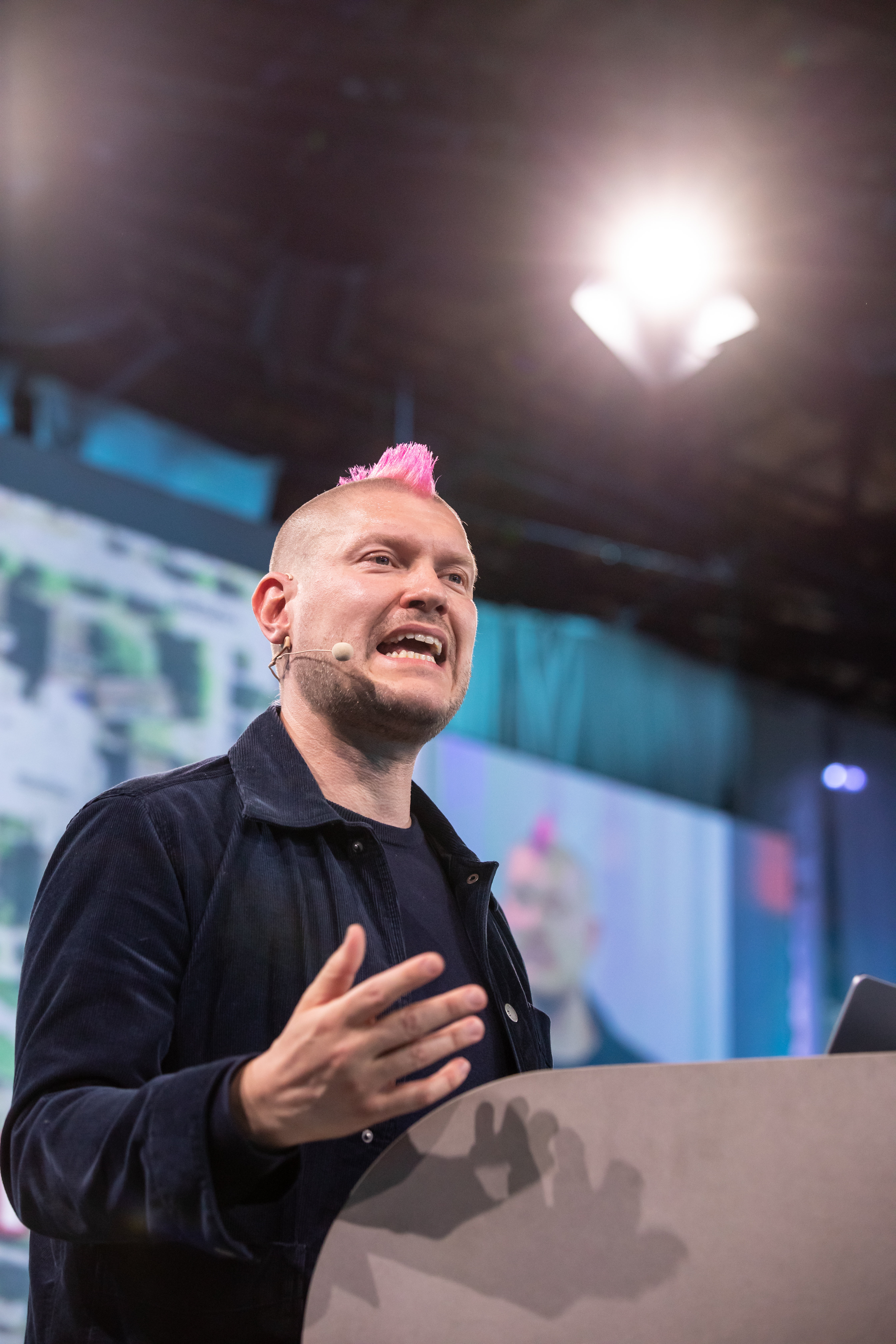
Sascha Lobo (2022)

Lobo trägt seit 2006 einen Irokesenschnitt zu Anzug und Hemd, laut Eigenaussage zur Erzielung eines höheren Wiedererkennungswertes. Zunächst färbte er seine Haare rot. Zahlreiche Texte über Lobo thematisieren seine Frisur, häufig in Kombination mit dem ihm zugeschriebenen Zitat, er sei „Inhaber einer gutgehenden Frisur“. Nicht selten wird auf Lobos Erscheinungsbild abwertend reagiert.

### Neologismen
Lobo hat 2006 zusammen mit Holm Friebe die Verwendung des Begriffs „Digitale Bohème“ im Deutschen geprägt und durch einen Vortrag auf der re:publica 2010 zur Etablierung des Anglizismus „Shitstorm“ beigetragen. Lobo verwendet in seinen Texten sowie im Buch Wortschatz: 698 neue Worte für alle Lebenslagen (2011) zahlreiche Neologismen.

„Soziale Medien sind wie Madonna, sie müssen sich ständig verändern, um erfolgreich zu bleiben. Das ist ein Muster der Digitalisierung, was in Deutschland bisher kaum verstanden worden ist. 
Viel zu oft glauben Verantwortliche, egal ob in Unternehmen, Institutionen oder der Politik, dass digitale Transformation – also der Wandel durch die Digitalisierung – irgendwann abgeschlossen sei.“

### Kontroverse um Regulierung von Meinungen
In der Talkshow Maybrit Illner unter dem Titel „Worte, Wut, Widerspruch – Hass verbieten, Meinung aushalten?“ im November 2019 sprach sich Lobo für eine Regulierung bestimmter Meinungen aus („Ich glaube, dass wir eine bestimmte Form von Regulierung der Meinung brauchen“). Daraufhin unterstellte ihm die FAZ, Meinungen verbieten zu wollen, „und zwar jede, die nicht in seiner Definition des ‚demokratischen Spektrums‘ passt.“ Lobo warf der FAZ auf Twitter die Falschdarstellung vor, „ich wolle ‚jede Meinung verbieten‘, die mir demokratisch nicht passt. Ich sagte aber: ‚Wir sollten so redlich sein zuzugeben, dass bestimmte Meinungen in Deutschland reguliert werden müssen‘ – am Beispiel Holocaustleugnung, die anderswo als Meinung gilt.“

## Publikationen
- Holm Friebe, Sascha Lobo: Wir nennen es Arbeit – die digitale Bohème oder: intelligentes Leben jenseits der Festanstellung. Heyne, München 2006, ISBN 3-453-12092-2.
- Kathrin Passig, Holm Friebe, Aleks Scholz, Sascha Lobo (Hrsg.): Riesenmaschine – das Beste aus dem brandneuen Universum. Heyne, München 2007, ISBN 978-3-453-61001-9.
- Kathrin Passig, Sascha Lobo: Dinge geregelt kriegen – ohne einen Funken Selbstdisziplin. Rowohlt, Berlin 2008, ISBN 978-3-87134-619-4.
- Sascha Lobo: Strohfeuer. Rowohlt, Berlin 2010, ISBN 978-3-87134-678-1.
- Sascha Lobo, NEON: Wortschatz: 698 neue Worte für alle Lebenslagen, Rowohlt, 2011, ISBN 978-3-499-62823-8.
- Kathrin Passig, Sascha Lobo: Internet – Segen oder Fluch, Rowohlt Berlin, Berlin 2012, ISBN 978-3-87134-755-9.
- Sascha Lobo: Teufel Coolness. Schmähschrift gegen eine reaktionäre Pose, SuKuLTuR, Berlin 2013, (Reihe „Aufklärung und Kritik“, Nr. 511.) ISBN 978-3-95566-021-5.
- Christopher Lauer, Sascha Lobo: Aufstieg und Niedergang der Piratenpartei. 2014[56][57]
- Sascha Lobo: Realitätsschock: Zehn Lehren aus der Gegenwart. Kiepenheuer & Witsch, Köln 2019, ISBN 978-3-462-05322-7.
  - Neufassung: Realitätsschock: Zehn Lehren aus der Gegenwart + neu: Der Corona-Schock. KiWi-Taschenbuch, Köln 2020, ISBN 978-3-462-00043-6.
- Die große Vertrauenskrise: Ein Bewältigungskompass, Kiepenheuer & Witsch, 2023, ISBN 978-3-462-00582-0

## Hörbücher
- 2019: Realitätsschock: Zehn Lehren aus der Gegenwart (gekürzte Lesung, gelesen von Sascha Lobo), Random House Audio, ISBN 978-3-8371-4911-1.
- 2019: Realitätsschock: Zehn Lehren aus der Gegenwart (Hörbuch-download, ungekürzte Lesung, gelesen von Sascha Lobo), Random House Audio, ISBN 978-3-8371-4913-5.
- 2023: Die große Vertrauenskrise: Ein Bewältigungskompass (Hörbuch-download, ungekürzte Lesung, gelesen von Sascha Lobo), Argon Verlag, ISBN 978-3-7324-0965-5.